# Хаїр Перейра
Хаїр Перейра (ісп. Jair Pereira, нар. 7 липня 1986, Куаутла) — мексиканський футболіст, захисник клубу «Гвадалахара» та національної збірної Мексики.

## Клубна кар'єра
У дорослому футболі дебютував 2007 року виступами за команду «Тампіко Мадеро», в якій провів один сезон, взявши участь у 21 матчі чемпіонату.
2008 року перейшов у «Крус Асуль», але з 2008 по 2011 рік виступав за фарм-клуб «Крус Асуль Ідальго». 4 серпня 2011 року Перейра дебютував за першу команду в матчі проти «Пачуки»  у мексиканській Прімері. 5 лютого 2012 року в поєдинку проти «Хагуарес Чьяпас» Перейра забив свій перший гол за клуб. У тому ж сезоні Хаїр допоміг команді посісти друге місце в чемпіонаті.
На початку 2014 року Перейра перейшов у «Гвадалахару». 13 січня в матчі проти «Хагуарес Чьяпас» він дебютував за новий клуб. 27 жовтня в поєдинку проти «Тіхуани» Хаїр забив свій перший гол за «Гвадалахару». У 2017 році він допоміг клубу виграти Клаусуру. Наразі встиг відіграти за команду з Гвадалахари 75 матчів в національному чемпіонаті.

## Виступи за збірну
У 2013 році Перейра, не маючи жодного матчу за збірну, потрапив в заявку збірної Мексики на Золотий кубок КОНКАКАФ у США. У матчі проти збірної Панами він дебютував за національну команду. Цей матч так і залишився для гравця єдиним на турнірі.
Після цього футболіст тривалий час не викликався до збірної, лише 2017 року знову був викликаний до збірної і взяв у її складі участь у розіграші Золотого кубка КОНКАКАФ 2017 року у США.

## Досягнення
- Чемпіон Мексики: Клаусура 2017[6]
- Володар Кубка Мексики: Апертура 2015[7], Клаусура 2017[8]
- Володар Суперкубка Мексики: 2016[9]